# Heilberg (Hahnenkamm)
Der Heilberg ist ein 314 Meter hoher Berg bei Alzenau im Spessart im Landkreis Aschaffenburg in Bayern. Er gehört zum Höhenzug Hahnenkamm.

## Geographie
Der Heilberg liegt auf der Gemarkung des Gemeindeteils Kälberau nordwestlich des Hahnenkamm-Hauptgipfels. Die südwestlichen Berghänge fallen zum Speichenbach, die nordöstlichen zum Kertelbach ab. Im Nordwesten wird der Heilberg durch die Kahl begrenzt. Über den Heilberg führt der Fränkische Marienweg.